# Chuck Leavell

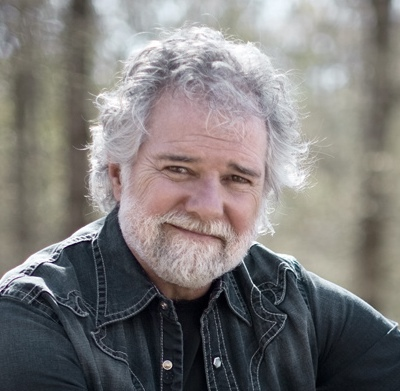
Chuck Leavell (2009)

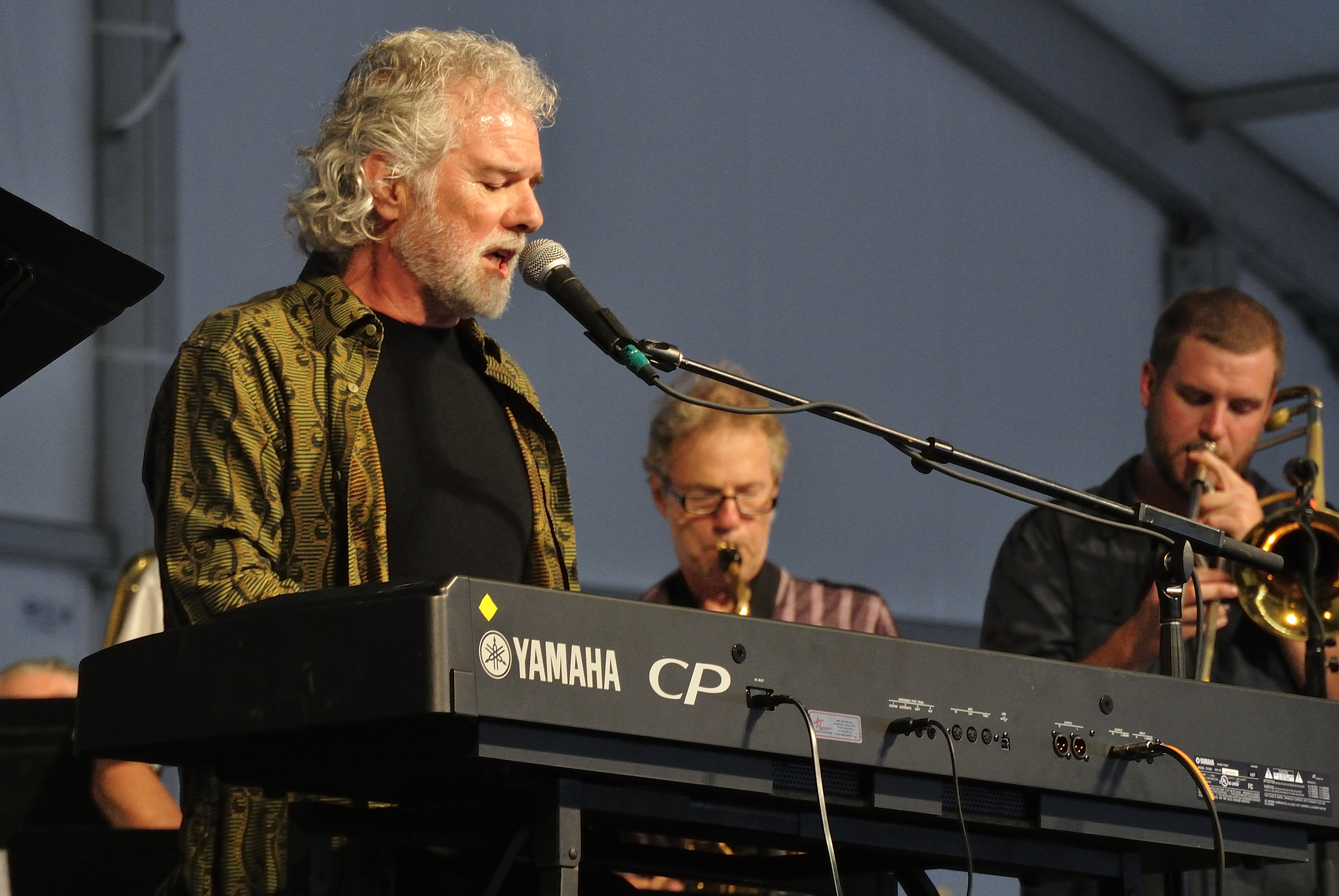
Leavell während eines Auftritts (2012)

Charles Alfred “Chuck” Leavell (* 28. April 1952 in Birmingham, Alabama) ist ein US-amerikanischer Pianist, Keyboarder, Sänger, Songwriter, der auch als Forstwirt, Waldschützer und Autor bekannt ist.

## Leben und Wirken
Der Rock- und Bluesmusiker begann seine professionelle Karriere Mitte der 1960er Jahre und feierte mit der Gold-Single Don’t Take Her She’s All I’ve Got von Freddie North 1967 erste Erfolge. Im darauffolgenden Jahr schloss sich Leavell der Band The South Camp an. Dort spielte er unter anderem an der Seite seines Mentors Paul Hornsby. In den 1970er Jahren erlangte der Pianist großen Erfolg als Mitglied der Allman Brothers Band. 1976 gehörte er zu den Gründungsmitgliedern der Jazzrock-Band Sea Level. Seit 1982 ist der Amerikaner auf jedem Konzert der Rolling Stones dabei, die er auch als Sessionmusiker unterstützt. Er kümmert sich u. a. auch um die Erstellung der Setlists.
Mit seiner Familie entwickelte er die eigenen Waldungen zu einem naturgemäßen Wald und wurde Natur- und Waldschützer. Über die Notwendigkeit des Forstschutzes in Nordamerika veröffentlichte er das Buch Forever Green; auch schrieb er das Kinderbuch The Treefarmer. 2011 erschien sein Buch Growing a Better America: Smart, Strong and Sustainable.
Zwischen 1989 und 1992 arbeitete Leavell mit Eric Clapton zusammen. Mit ihm bestritt er drei Welttourneen: die Journeyman World Tour (1989–1991), die Clapton-Harrison-Tour (1991), bei welcher er auch mit George Harrison auftrat, sowie die Eric Clapton World Tour (1992), bei der er eine prominente Rolle als Keyboarder spielte. Er war ebenfalls an Claptons Live-Album 24 Nights (1991) beteiligt; an Claptons Unplugged-Sessions war er als einziger Pianist beteiligt und spielte dort gemeinsam mit Clapton die Hits Tears in Heaven, Layla (Acoustic), My Father’s Eyes und Circus Left Town.
Unter eigenem Namen legte Leavell die Alben What's in That Bag? (1998), Forever Blue: Solo Piano (2001), Southscape (2005), Live in Germany (2008) und Back to the Woods (2012) vor. Weiterhin arbeitete Leavell mit den Gruppen Gov’t Mule sowie mit John Mayer zusammen.
Mit David Gilmour und dessen Band war er vom 25. Juni bis zum 28. Juli 2016 in Europa auf Tour. Im Rahmen dieser Tournee wurden die beiden Konzerte vom 10. und 11. Juli 2016 im Amphitheater von Pompeji mitgeschnitten und als Blu-ray Disc, DVD und CD unter dem David Gilmour: Live at Pompeii veröffentlicht.

## Preise und Auszeichnungen
Gemeinsam mit seiner Frau wurde Leavell 1990 von der American Forest Foundation and 1998 vom American Tree Farm System als Georgias Herausragende Forstwirte des Jahres anerkannt. 1999 erhielten sie die nationale Version desselben Preises. Er wurde 2004 in die Georgia Music Hall of Fame aufgenommen. 2012 wurde er vom National Forest Service mit dem Honorary Forest Ranger Award geehrt. Im selben Jahr wurde er für seine Tätigkeit bei den Allman Brothers mit dem Grammy Lifetime Achievement Award ausgezeichnet und 2013 als Pianist für einen Blues Music Award nominiert.